# Кассае Ныгусие В. Микаэль
Кассае Ныгусие Вольде Микаэль — доктор исторических наук, профессор кафедры теории и истории международных отношений ФГСН РУДН.

## Биография
Родился 31 июля 1961 года в Эфиопии. Учился в школах: Принца Сахле Селассие Хайле Селассие 1-6 классы; Етесфа Кокеб 7-8 классы; Принц Меконен Хайле Селассие (с 1975 г Аддис кетема) 9-12 классы.
В 1985 поступил на подготовительный факультет Университета дружбы народов имени Патриса Лумумбы. В 1991 г. с отличием окончил историко-филологический факультет УДН им. Патриса Лумумбы по специальности историк-преподаватель истории. В 1991—1994 г. — аспирант Университета. В 1994 г. защитил кандидатскую диссертацию, в 2007 г. — докторскую диссертацию на тему «Внешнеполитическая деятельность императора Хайле Селассие I: 1916—1974 гг.». С 2008 по 2018 гг. профессор кафедры политических наук ФГСН РУДН, с 2010 г. профессор кафедры теории и истории международных отношений ФГСН РУДН.
В 2008 г. 7 июня начал ежегодное мероприятие «читаем Пушкина на разных языках мира».
В 2008 г. создал «Кабинет Африканистики» ФГСН РУДН,
В 2010 г. основал межвузовскую научно практическую конференцию «Африка в контексте формирования новой системы международных отношений», которая с 2015 г. стала международной.
В 2015 г. присвоено ученое звание доцента.
Член ассоциации писателей Эфиопии;
Президент Международной общественной организации содействия интеграции и развитию культурного и делового сотрудничества «ОБЩЕСТВО ДРУЖБЫ НАРОДОВ РОССИИ И ЭФИОПИИ».
Область научных интересов: история, история дипломатии, история российско-африканских отношений, история религии.
Автор более 30 научных и научно-методических работ, в том числе 3 монографий, 1 сборника стихов и 3 переводов русских сказок на амхарский язык (государственный язык Эфиопии).
Участвует в проекте «Общее Дело», созданное в 2006 году с целью сохранения от разрушения уникальных деревянных храмов и часовен на Русском Севере и который осуществляется по благословению Святейшего Патриарха Московского и Всея Руси Кирилла.
Владеет: амхарским, английским и русским языками.

## Основные публикации
- Haile Selassie I Emperor of Ethiopia. Translated from Russian and Published by Lexington Books. June 2023.
- ቭላዲሚር ፑቲን የመጀመሪያ መጽሐፍ ሞስኮ እ.አ.አ. 2019 ዓ.ም. Владимир Путин книга I на амхарском языке. М. РУДН. 2019.
- Хайле Селассие I — Император Эфиопии. М. РУДН 2016.
- Внешняя политика Эфиопии в годы правления императора Хайле Селассие I. LAP LAMBERT Academic Publishing 2015. ISBN 978-3-659-70955-5, ISBN 3659709557, EAN: 9783659709555.
- Император Хайле Селассие I и внешняя политика Эфиопии (1916—1952 гг.). М. РУДН 2005.
- Региональные интеграционные процессы в Африке (учебно-методическое пособие). М., РУДН.2014.
- Миротворческая деятельность ООН (учебно-методическое пособие). М., РУДН.2013.
- Эфиопия. Путеводитель и русско-амхарский разговорник. М. РУДН. 2013.
- Сборник стихов. ቅጠሎች ነን! (Мы листья!) «Производственно-издательский комбинат ВИНИТИ» г. Люберцы, Московская обл., Октябрьский пр-т. 2010.

Переводы на амхарский язык:
- Аксаков С. Т. Аленький цветочек. М. РУДН. 2016;
- Маршак С. Вакса Клякса. М. РУДН. 2014.;
- Чуковский К. И. Доктор Айболит. М. РУДН. 2012.